# Leptolaelapidae
Famille
Les Leptolaelapidae sont une famille d'acariens Parasitiformes Mesostigmata. Elle contient dix genres et une trentaine d'espèces.

## Liste des genres
- Australocheles Karg, 1983
- Ayersacarus Hunter, 1964
- Cosmetolaelaps Womersley, 1959
- Evansolaelaps Marais & Loots, 1969
- Indutolaelaps Karg, 1997
- Leptolaelaps Berlese, 1918
- Paradoxiphis Berlese, 1910 synonyme Schizolaelaps Womersley, 1956
- Pseudopachylaelaps Evans, 1957
- Pulchraplaga Karg, 1997
- Stevacarus Hunter, 1970